# Halcott
Halcott est une ville du comté de Greene, situé dans l'État de New York, aux États-Unis.